# ISO 2

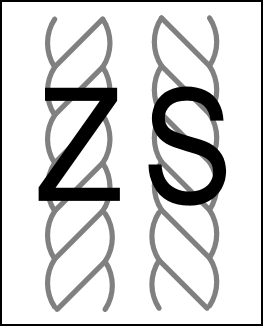
Два типи скручування.

ISO 2 — ISO стандарт, який визначає маркування напрямку скручування ниток та пов'язаних з цим товарів, стрічок, ровінгів та іншого. Стандарт використовує великі літери S та Z для позначення напрямку скручування (також називаються s-скручування та z-скручування).